# Admin.ch
Admin.ch è il sito delle autorità federali della Confederazione Svizzera. È disponibile nelle quattro lingue ufficiali tedesco, francese, italiano e romancio, nonché in inglese ed è gestito dalla sezione Comunicazione della Cancelleria Federale Svizzera.
Il portale permette di comunicare con tutte le autorità federali elvetiche: 
- Assemblea Federale (Parlamento);
- Consiglio Federale (Governo);
- Dipartimenti (ministeri): degli Affari Esteri (AED), Interno (EDI), Dipartimento di Giustizia e Polizia (DFGP), Difesa, Protezione civile e Sport (VBS), Dipartimento delle Finanze (DFF), Economia Istruzione e ricerca (DEFR), Ambiente, trasporti, energia e comunicazione (DATEC);
- gli uffici della pubblica amministrazione federale;
- le Corti federali: Tribunale Federale Svizzero, Tribunale Penale Federale e Tribunale Amministrativo Federale.

Il portale fornisce servizi di amministrazione digitale ed e-amministrazione, pubblica la Raccolta sistematica del diritto federale consolidata, presenta informazioni su elezioni e voti, procedure di consultazione pubblica e le Procedure legislative dell'Unione europea.
Inoltre, il dominio admin.ch ospita strutture come l'Ufficio federale di statistica, l'Archivio letterario svizzero e il Portale PMI per le piccole e medie imprese.